# 全国小学生硬式野球交流大会
全国小学生硬式野球交流大会 アンダーアーマーカップ（ぜんこくしょうがくせい・こうしきやきゅう・こうりゅうたいかい）は、2010年から発足した小学生硬式野球の公式戦。

## 概要
- 小学生を対象とした硬式野球の組織には、リトルリーグ、ボーイズリーグをはじめ、ヤングリーグ、ポニーリーグ、フレッシュリーグが存在する。これまでこれらのリーグでは離塁や塁間、投手の投げ方など、それぞれ独自の競技ルールがあるため、統一した競技ルールに基づいた公式戦の開催は困難な状況にあったが、各団体、並びに大会を特別協賛するアンダーアーマー（日本総代理店・株式会社ドーム）が協力し、統一した協議ルールを採用することで組織の枠組みを越えた交流戦で真の小学生硬式野球日本一を決め、そして将来硬式野球に全力と情熱を注ごうとする子供たちの夢を与えようと企画された。
- 現在は一般財団法人日本スポーツ振興会（SP JAPAN）が主催、公益財団法人日本野球連盟（JABA）が共催となり大会を運営している。
  - 同様の趣旨（競技ルールの異なる団体の枠を超えて直接対決する交流公式戦）は全日本中学野球選手権大会 ジャイアンツカップでも行われている。
- 各リーグの夏季選手権大会のチャンピオンチーム（大会上位推薦含む）8チーム（2010年はリトルリーグ3、ボーイズ2、ヤング、ポニー、フレッシュ各1ずつ）が出場しトーナメント方式で争われる。
- 第2回大会以降、リトルリーグは不参加となった。
- 第3回大会で初めてヤングリーグのチームが優勝した。
- 第6回大会よりリトルリーグが再び参加し、全リーグが出揃った。
- J SPORTSによりテレビ中継されている。
- 2020年の第11回大会は新型コロナウイルスの感染拡大の影響により中止となった。
- 2021年、2022年も大会は開催されていない。

## 大会特別ルール
- 投手・捕手のバッテリー間距離　15m
- 塁間　22m
- 両翼75m・中堅80m
- 試合イニングは6回まで、または試合開始から90分を経過した場合はその時点のイニング終了までで打ち切り（点差によるコールドゲームは認めない）。打ち切りの時点で同点となった場合は規定により抽選で次の試合に出場するチームを決める
- 変化球使用禁止
- 投手の投球は1日6イニングまで。但し連投となる場合は2日間合計で8イニングまでとする
- 離塁あり
- 使用球は大会事務局が指定したボール。バットは各連盟の基準に基づく

## 試合日程
大会は2日間行われる。開会式は懇親会と合わせてパーティー形式で行われている。
- 初日　1回戦4試合、大会アトラクション
- 2日目　準決勝2試合、決勝戦

## 歴代優勝チーム・会場
| 回（年度）   | 球場                     | 優勝チーム（所属連盟）                     |
| ------------ | ------------------------ | ------------------------------------------ |
| 1（2010年）  | 西武ドーム               | 世田谷タイガースボーイズ（ボーイズリーグ） |
| 2（2011年）  | 西武ドーム               | 岡崎葵ボーイズ（ボーイズリーグ）           |
| 3（2012年）  | 西武ドーム               | 兵庫夙川（ヤングリーグ）                   |
| 4（2013年）  | 明治神宮野球場           | 香芝ボーイズ（ボーイズリーグ）             |
| 5（2014年）  | 明治神宮野球場           | 兵庫夙川（ヤングリーグ）                   |
| 6（2015年）  | 明治神宮野球場           | 奈良葛城ボーイズ（ボーイズリーグ）         |
| 7（2016年）  | いわきグリーンスタジアム | 滑川都ベースボールクラブ（ポニーリーグ）   |
| 8（2017年）  | いわきグリーンスタジアム | 八幡西ボーイズ（ボーイズリーグ）           |
| 9（2018年）  | いわきグリーンスタジアム | 東海ボーイズ（ボーイズリーグ）             |
| 10（2019年） | いわきグリーンスタジアム | 大阪泉州ボーイズ（ボーイズリーグ）         |